# Битка код језера Чангђин
Битка код језера Чангђин (кин: 长津湖) кинески је ратни филм из 2021. године, у режији Чена Кајгеа, Цуја Харка и Дантеа Лама, по сценарију Лана Сјенлонга и Хуанга Ђенсина. Главне улоге глуме Ву Ђинг и Џексон Ли. Приказује причу о кинеској Народној добровољачкој армији која је приморала америчке снаге да се повуку код језера Чангђин током корејског рата.
Најскупљи је филм икада произведен у Кини, са буџетом од 200 милиона долара. Зарадио је 913 милиона долара широм света, што га чини другим филмом са највећом зарадом 2021. године, кинеским филмом са највећом зарадом свих времена, филмом са највећом зарадом који није на енглеском језику и другим филмом са највећом зарадом на јединственом тржишту. Наставак, Битка код језера Чангђин 2, приказан је 1. фебруара 2022. године.

## Улоге
| Глумац           | Улога           |
| ---------------- | --------------- |
| Ву Ђинг          | Ву Ћанли        |
| Џексон Ли        | Ву Ванли        |
| Кевин Ли         | Алан Маклин     |
| Џон Круз         | Оливер Смит     |
| Гао Мингју Еванс | Едвард Алмонд   |
| Дуан Јихунг      | Тан Цивеи       |
| Џу Јавен         | Меи Шенг        |
| Ли Чен           | Ју Конгронг     |
| Ху Џун           | Леи Суишенг     |
| Елвис Хан        | Пинг Хе         |
| Ши Пенгјуан      | Џанг Сјашан     |
| Џанг Ханју       | Сонг Шилун      |
| Хуанг Сјуан      | Мао Анјинг      |
| Охо Оу           | Јанг Генси      |
| Џејмс Филберд    | Даглас Макартур |
| Танг Гуоћанг     | Мао Цедунг      |
| Џоу Сјаобин      | Пенг Дехуај     |
| Лин Јунгђан      | Денг Хуа        |
| Ванг Вуфу        | Џу Де           |
| Љу Ша            | Љу Шаоћи        |
| Љу Ђинг          | Џоу Енлај       |
| Лу Ћи            | Денг Сјаопинг   |